# 也客忽秃忽惕
也客·忽秃忽惕（蒙古语：Yeke Qutqt）是13世纪初蒙古帝国的千户长，出身秃秃黑里兀惕・塔塔儿部，波斯文史料《史集》将其记作作Yeke Qutqt。
也客·忽秃忽惕出身于秃秃黑里兀惕・塔塔儿部，是成吉思汗第三斡儿朵可敦也遂、也速干的兄弟。他的事迹很少，《元朝秘史》等史料未记载其姓名。同为出身于塔塔儿部千户长的失吉忽秃忽与他名字相似，但二人是不同的人物。
也客·忽秃忽惕的弟弟拙赤继承其地位，拙赤的家族因隶属于伊儿汗国，故在《史集》中留有记录。拙赤娶了成吉思汗幼弟铁木哥斡赤斤的女儿扯扯干，成为“驸马”（古列坚），并随旭烈兀西征移居伊朗。此时，效力于伊儿汗国的塔塔儿部族人多为随拙赤移居者的后裔。
由也速干、也遂两位后妃抚养长大的忽里与合剌・蒙格秃·兀赫的兄弟后裔兀剌都，曾向合赞汗请愿重新整编“昔日的千户”。这支“昔日的千户”是由也客·忽秃忽惕创立、并随拙赤移居伊朗的千户。
拙赤有一子名为绰儿马，一女名为讷黑丹。绰儿马娶了旭烈兀的长女不鲁罕・阿合，讷黑丹嫁给了旭烈兀的长子阿八哈，术赤家族与旭烈兀家族由此结下紧密的姻亲关系。尤其阿八哈与讷黑丹的儿子海合都，后来成为伊儿汗国第五代君主。